# Episodi di Su e giù per le scale (quinta stagione)
La quinta stagione della serie televisiva Su e giù per le scale è stata trasmessa in anteprima nel Regno Unito dalla Independent Television tra il 7 settembre 1975 e il 21 dicembre 1975.
| nº | Titolo originale             | Titolo italiano | Prima TV UK       | Prima TV Italia |
| -- | ---------------------------- | --------------- | ----------------- | --------------- |
| 1  | On with the Dance            |                 | 7 settembre 1975  |                 |
| 2  | A Place in the World         |                 | 14 settembre 1975 |                 |
| 3  | Laugh a Little Louder Please |                 | 21 settembre 1975 |                 |
| 4  | The Joy Ride                 |                 | 28 settembre 1975 |                 |
| 5  | Wanted - a Good Home         |                 | 5 ottobre 1975    |                 |
| 6  | An Old Flame                 |                 | 12 ottobre 1975   |                 |
| 7  | Disillusion                  |                 | 19 ottobre 1975   |                 |
| 8  | Such a Lovely Man            |                 | 26 ottobre 1975   |                 |
| 9  | The Nine Days Wonder         |                 | 2 novembre 1975   |                 |
| 10 | The Understudy               |                 | 9 novembre 1975   |                 |
| 11 | Alberto                      |                 | 16 novembre 1975  |                 |
| 12 | Will Ye No Come Back Again   |                 | 23 novembre 1975  |                 |
| 13 | Joke Over                    |                 | 30 novembre 1975  |                 |
| 14 | Noblesse Oblige              |                 | 7 dicembre 1975   |                 |
| 15 | All the King's Horses        |                 | 14 dicembre 1975  |                 |
| 16 | Whither Shall I Wander?      |                 | 21 dicembre 1975  |                 |